# Sheryl WuDunn
Sheryl WuDunn (New York, 16 novembre 1959) è una giornalista, scrittrice, docente, conduttrice televisiva e dirigente d'azienda statunitense, vincitrice del Premio Pulitzer nel 1990.

## Biografia
È cresciuta a New York nel quartiere Upper West Side di Manhattan. Ha frequentato la Cornell University, laureandosi nel 1981.
Sheryl WuDunn ha sposato il giornalista Nicholas Kristof nel 1988.
Successivamente ha lavorato per il Wall Street Journal. L'anno dopo, nel 1989 approda al New York Times, diventando la prima giornalista asioamericana ad essere stata assunta da questo quotidiano statunitense. Per il New York Times è stata inoltre corrispondente straniera a Pechino e Tokyo. Parla anche cinese e giapponese.
Ha lavorato anche per la Goldman Sachs. Nel 1990 la giornalista assieme a suo marito, hanno vinto il Premio Pulitzer per il miglior giornalismo internazionale per i loro servizi sulla Cina, i movimenti di massa per la democrazia e la loro repressione riguardanti la Protesta di piazza Tienanmen del 1989.
I due furono la prima coppia sposata a vincere un Premio Pulitzer per il giornalismo; inoltre Sheryl WuDunn è stata la prima giornalista asioamericana a vincere questo premio.
Sheryl WuDunn è stata docente presso l'Università Yale nell'autunno del 2011.
Ha condotto vari programmi televisivi e radiofonici, tra cui Bloomberg Television, National Public Radio e The Colbert Report.
Sheryl WuDunn è coautrice con suo marito di quattro best seller.